# Регарди, Израэль
Фрэнсис Израэль Регарди (17 ноября 1907, Лондон — 10 марта 1985, Седона), при рождении Регуди (Regudy) — английский оккультист и церемониальный маг, писатель, мануальный терапевт, проведший большую часть своей жизни в Соединенных Штатах. Принадлежал к Ордену Золотой Зари (официальная школа герметической каббалы). Личный секретарь Алистера Кроули (1928—1929). Трудился над так называемой «енохианской» системой, которую разработал в соответствии с особыми взглядами Кроули и «Золотой Зари». Автор пятнадцати книг по оккультизму; сыграл значимую роль в англоязычном оккультистском прозелитизме.

## Биография
Родился в бедном тогда, рабочем Ист-Энде Лондона в ортодоксальной еврейской семьи по фамилии Регуди (Регуды?) — иммигрантов из Житомира, Российская империя. Его семья сменила фамилию на «Регарди» после того, как из-за церковной путаницы старший брат Израэля был зачислен в британскую армию под таким именем. В августе 1921 года вся семья переехала в Соединённые Штаты, в Вашингтон.
В подростковом возрасте Регарди отвергал ортодоксальный иудаизм и изучал искусство в Вашингтоне и Филадельфии. Через наставника по ивриту он приобрёл лингвистические знания, которые оказались бесценными в его более поздних исследованиях герметической каббалы. Имея доступ к Библиотеке Конгресса, много читал и интересовался теософией, индуизмом, буддизмом и еврейским мистицизмом (каббалой). В 1926 году присоединился к масонскому обществу розенкрейцеров в Америке («Societas Rosicruciana in America», кратко SRIAm).
Благодаря увлечению йогой, познакомился с трудами оккультиста Алистера Кроули. Связавшись с Кроули, был приглашён на должность секретаря оккультиста, что потребовало переезда в Париж, Франция, в 1928 году. В марте 1929 года французские власти обнаружили, что у Регарди нет разрешения на проживание во Франции, и он получил уведомление о высылке из страны в последующие 24 часа; Кроули вскоре также получил подобное обязательство.
В 1932—1934 годы трудился секретарём Томаса Берка. Написал две книги по каббале: «Гранатовый сад» (1932) и «Древо жизни» (1932).
В 1934 году вступил в Орден утренней звезды — церемониальный магический орден, происходящий от таинственного Герметического ордена Золотой зари, — но разочаровался и покинул его. Изучая психологию, проникся идеями юнгианской психологии, также исследовал христианский мистицизм.
В 1937 году вернулся в США. Обеспокоенный тем, что система церемониальной магии Золотой зари будет утеряна, он опубликовал ритуалы Ордена утренней звезды в серии книг 1938—1940 годов. Тем самым он нарушил орденскую клятву хранить тайну, чем вызвал гнев многих оккультистов.
Во время Второй мировой войны служил в армии США. Вернувшись с войны, получил докторскую степень по психологии, а затем переехал в Лос-Анджелес в 1947 году, где открыл практику мануального терапевта. В 1981 году ушёл на пенсию и переехал в Седону, штат Аризона, где 10 марта 1985 года скончался от сердечного приступа.

## Труды
- 1930 — «Легенда об Алистере Кроули», совместно с П. Р. Стефенсеном (P. R. Stephensen) / The Legend of Aleister Crowley
- 1932 — «Гранатовый сад: очерк о каббале» / A Garden of Pomegranates: an outline of the qabalah
- 1932 — «Древо жизни: исследование магии» / The Tree of Life: a study in magic
- 1932 — «Искусство истинного исцеления: безграничная сила молитвы и визуализации» / The Art of True Healing: the unlimited power of prayer and visualisation
- 1936 — «Моё розенкрейцерское приключение» / My Rosicrucian Adventure
- 1937—1940 — четырёхтомник «Золотая Заря: основной перечень учений, обрядов и церемоний герметического ордена» / The Golden Dawn: the original account of the teachings, rites and ceremonies of the hermetic order
- 1938 — «Срединный столп: баланс между разумом и магией» / The Middle Pillar: the balance between mind and magic
- 1938 — «Философский камень» / The Philosopher’s Stone
- 1945 — «Метафизический романс» / The Romance of Metaphysics
- 1964 — «Искусство и значение магии» / The Art and Meaning of Magic
- 1965 — «Будь собой, искусство релаксации» / Be Yourself, the Art of Relaxation
- 1969 — «Двенадцать шагов к духовному просвещению» / Twelve Steps to Spiritual Enlightenment
- 1970 — «Глаз в треугольнике» / The Eye in the Triangle
- 1979 — «Основы практической магии: введение в каббалистические, магические и медитативные техники» / Foundation of Practical Magic: an introduction to qabalistic, magical and meditative techniques
- 1980 — «Церемониальная магия: руководство по механизмам ритуала» / Ceremonial Magic: A Guide to the Mechanisms of Ritual
- 1981 — «Как делать и использовать талисманы» / How to make and use talismans
- 1983 — «Что нужно знать о „Золотой Заре“» / What You Should Know about the Golden Dawn
- 1983 — «Пособие по релаксации для лентяев» / The Lazy Mans Guide to Relaxation
- 1984 — «Карманная полная система магии „Золотой Зари“» / The Portable Complete Golden Dawn System of Magic

### Русские переводы
Имя автора в переводе — Израэль Регардье
- Древо жизни. Иллюстрированная книга магии. — Москва: Фаир-пресс, 2003.
- Полная система магии Золотой Зари. — М.: Энигма, 2003.

Имя автора — Израэль Регарди
- Каббала Израэля Регарди. Гранатовый сад. — М.: Энигма, 2005.
- Талисманы: руководство по изготовлению, освещению и применению. — М.: Энигма, 2007.
- Искусство истинного исцеления. Бесконечное могущество молитвы и визуализации. Человеческий фактор. — М.: Энигма, 2007.
- Целительная сила, молитва и релаксация. Человеческий фактор. — М.: Энигма, 2007.
- Пособие по релаксации для лентяев. Человеческий фактор. — М.: Энигма, 2007.
- Церемониальная магия: структура, подготовка и проведение ритуала. — М.: Энигма, 2008.
- Мое розенкрейцерское приключение. Вклад в новейшую историю магии и исследование методов теургии. — М.: Энигма, 2011.
- Срединный столп. Баланс магии и науки. — М.: Клуб Касталия, 2015.
- Философский камень. — М.: Клуб Касталия, 2015.
- Глаз в треугольнике. — М.: Клуб Касталия, 2019.